# زیردریایی یو-۴۶۱
زیردریایی یو-۴۶۱ (به انگلیسی: German submarine U-461) یک زیردریایی بود که طول آن ۶۷٫۱ متر (۲۲۰ فوت ۲ اینچ) و ارتفاع آن ۱۱٫۷ متر (۳۸ فوت ۵ اینچ) بود. این زیردریایی در سال ۱۹۴۱ ساخته شد.